# مانويل غيرا
مانويل غيرا (بالإسبانية: Manuel Guerra)‏ (مواليد 18 يوليو 1928) هو سبّاح إسباني، مثّل بلاده في الألعاب الأولمبية الصيفية 1948.

## روابط خارجية
- مانويل غيرا على موقع الاتحاد الدولي للسباحة (الإنجليزية)
- مانويل غيرا على موقع أوليمبيديا (الإنجليزية)